# Owoszczowate
Owoszczowate (Issidae) – rodzina pluskwiaków z podrzędu piewików i infrarzędu (lub, wg. niektórych podziałów systematycznych, podrzędu)  fulgorokształtnych.

## Zasięg występowania
Przedstawiciele tej rodziny występują na całym świecie.
W Polsce stwierdzono 2 gatunki.

## Budowa ciała
Skrzydła zazwyczaj krótsze niż u przedstawicieli rodziny Flatidae. W miejscach styku przednich skrzydeł z górną powierzchnią ciała brak brodawkowatych powierzchni. Użyłkowanie skrzydła jest wyraźnie zarysowanie.
U nimf włókna woskowe wystające z odwłoka są proste i splątane lecz nie krzaczaste.